# Verwaltungsgemeinschaft Fladungen
In der Verwaltungsgemeinschaft Fladungen im unterfränkischen Landkreis Rhön-Grabfeld haben sich folgende Gemeinden zur Erledigung ihrer Verwaltungsgeschäfte zusammengeschlossen:
1. Fladungen, Stadt, 2156 Einwohner, 46,34 km²
2. Hausen, 666 Einwohner, 24,23 km²
3. Nordheim v.d.Rhön, 1046 Einwohner, 16,56 km²

Sitz der Verwaltungsgemeinschaft ist in Fladungen.
Vorsitzender der Verwaltungsgemeinschaft ist Michael Schnupp.